# 亚历山大·萨拉克
亚历山大·萨拉克（捷克語：Alexander Salák，1987年1月5日—），捷克男子冰球运动员，场上位置是守门员。他曾代表捷克国家队参加2014年冬季奥林匹克运动会冰球比赛，获得第六名。